# Pamir (rivier)
De Pamir is een rivier die ontspringt in het Pamirgebergte, meer bepaald in het Zorkölmeer op een hoogte van 4.130 meter op de grens van de autonome provincie Gorno-Badachsjan van Tadzjikistan en de Wachan-corridor in het oosten van de provincie Badachsjan van Afghanistan. 
De rivier volgt een loop oorspronkelijk westwaarts, vervolgens zuidwestwaarts tussen het Alichurgebergte in het noorden en het Wachangebergte in het zuiden, om sterk uitgesplitst over meerdere aftakkingen in de brede vallei uit te monden bij het dorp Langar op 2.799 meter hoogte, bij de samenvloeiing met de Wachan vanwaar de rivier wordt aangeduid als de Pandzj.
Over zijn hele loop van circa 120 km vormt de Pamir de noordelijke grens van Afghanistan met Tadzjikistan, en meer specifiek de noordelijke grens van de Wachan-corridor, meer westelijk vormt ook de Pandzj deze grens.